# Blairo Maggi

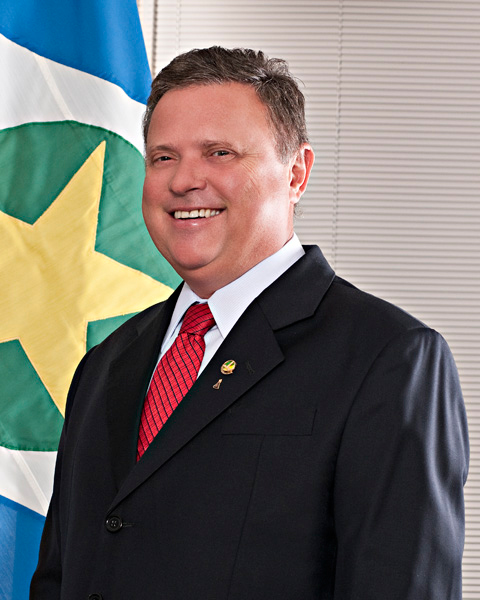
Blairo Maggi.

Blairo Borges Maggi (* 29. Mai 1956 in São Miguel do Iguaçu, Paraná) ist ein brasilianischer Politiker und Industrieller italienischer Abstammung. Er war Gouverneur des Bundesstaates Mato Grosso von 2003 bis 2010. Maggi ist Mitglied der Partido da República (PR), die Bündnispartner der Regierung Lula war. Seit dem 9. Juni 2016 bis zum 1. Januar 2019 war er Minister für Landwirtschaft, Viehzucht und Versorgung in der Regierung Michel Temer.

## Leben
Blairo Maggi, genannt „Sojakönig“, gehört die Grupo André Maggi. Sie ist der größte Sojaanbauer weltweit, die Soja auch verarbeitet und exportiert und darüber hinaus die notwendige Infrastruktur wie Lager-, Umschlags- und Transportkapazitäten, sowie Straßen- und Wasserwege fördert. Seine erweiterte Machtbasis beruht auf Aprosoya, dem brasilianischen Dachverband der Soyaproduzenten. Die Unternehmensgruppe Bom Futuro gehört Maggis Cousin Eraí Scheffer. 
Die Familie Maggi, die zuvor in Südbrasilien gelebt hatte, zog in den 1980er-Jahren in den Mato Grosso. Aus ihrem einstigen Familienbetrieb entstand in wenigen Jahren die Gruppe André Maggi (Amaggi). Die Stadt Sapezal wurde durch sie gegründet.
Mato Grosso ist das Hauptanbaugebiet für Soja in Brasilien. Maggi gehören etwa 400.000 ha Land. Dort baut er neben Soja auch Mais und Baumwolle an. Er selbst gilt unter Umweltschützern als Landräuber, weil unter seiner Regierung der Bundesstaat Mato Grosso die größte Regenwaldabholzung von Brasilien aufwies. Maggi setzt sich als Gouverneur des Bundesstaates Mato Grosso bei der brasilianischen Bundesregierung dafür ein, die Landrechte der Enawenê-Nawê und anderer indigener Ethnien in seinem Staat nicht anzuerkennen.
Im Januar 2004 nahm Maggi einen Kredit für Betriebskapital in Höhe von 230 Millionen US$ von einem internationalen Bankenkonsortium auf, das von der Rabobank (Niederlande) arrangiert worden war. Das Bankenkonsortium bestand aus 11 Banken, einschließlich der WestLB und der HSH Nordbank.
Von der Organisation Greenpeace bekam er deshalb die zweifelhafte Auszeichnung der «Goldenen Kettensäge». Er selbst bezeichnet sich als Naturliebhaber und Umweltschützer. Die Aktivitäten seines Unternehmens werden in dem Dokumentarfilm We Feed the World sehr kritisch beleuchtet, unter anderem die Verwendung von genmanipuliertem Soja, das für den Weltmarkt produziert wird.